# Boseň
Boseň (en allemand : Bosin) est une commune du district de Mladá Boleslav, dans la région de Bohême-Centrale, en République tchèque. Sa population s'élevait à 494 habitants en 2020.

## Géographie
Boseň se trouve à 13 km au nord-est de Mladá Boleslav et à 64 km au nord-est de Prague.
La commune est limitée au nord par Březina, à l'est par Žďár et Branžež, au sud par Kněžmost et à l'ouest par Mnichovo Hradiště.

## Histoire
La première mention écrite de la localité remonte à 1057.

## Administration
La commune se compose de deux quartiers :
- Boseň
- Mužský